# Prezydenci Kirgistanu

## Kirgiska Socjalistyczna Republika Radziecka
| #                         | Imię i nazwisko      | Portret | Objął urząd          | Zdał urząd       | Partia polityczna |
| ------------------------- | -------------------- | ------- | -------------------- | ---------------- | ----------------- |
| Prezydenci Kirgiskiej SRR |                      |         |                      |                  |                   |
| 1                         | Askar Akajew (1944–) |         | 27 października 1990 | 31 sierpnia 1991 | bezpartyjny       |

## Republika Kirgiska
| #                     | Imię i nazwisko                                 | Portret | Objął urząd          | Zdał urząd           | Partia polityczna                     |
| --------------------- | ----------------------------------------------- | ------- | -------------------- | -------------------- | ------------------------------------- |
| Prezydenci Kirgistanu |                                                 |         |                      |                      |                                       |
| 1                     | Askar Akajew (1944–)                            |         | 31 sierpnia 1991     | 24 marca 2005        | bezpartyjny                           |
| –                     | Iszenbaj Kadyrbiekow pełniący obowiązki (1949–) |         | 24 marca 2005        | 25 marca 2005        | bezpartyjny                           |
| 2                     | Kurmanbek Bakijew (1949–)                       |         | 25 marca 2005        | 15 kwietnia 2010     | Ludowy Ruch Kirgistanu / Ak Dżoł      |
| 3                     | Roza Otunbajewa (1950–)                         |         | 15 kwietnia 2010     | 1 grudnia 2011       | Socjaldemokratyczna Partia Kirgistanu |
| 4                     | Ałmazbek Atambajew (1956–)                      |         | 1 grudnia 2011       | 24 listopada 2017    | Socjaldemokratyczna Partia Kirgistanu |
| 5                     | Sooronbaj Dżeenbekow (1958–)                    |         | 24 listopada 2017    | 15 października 2020 | Socjaldemokratyczna Partia Kirgistanu |
| –                     | Sadyr Dżaparow pełniący obowiązki (1968–)       |         | 15 października 2020 | 14 listopada 2020    | Mekencził                             |
| –                     | Tałant Mamytow pełniący obowiązki (1976–)       |         | 14 listopada 2020    | 28 stycznia 2021     | Partia Respublika                     |
| 6                     | Sadyr Dżaparow (1968–)                          |         | 28 stycznia 2021     | nadal urzęduje       | Mekencził                             |